# Roses (The Cranberries)
Roses è il sesto album in studio della band irlandese The Cranberries, pubblicato in Italia, in esclusiva, il 21 febbraio 2012, in Irlanda il 24 febbraio 2012 e in tutto il mondo il 27 febbraio 2012. Prodotto da Stephen Street, è il primo lavoro in studio della band, dopo una pausa durata dieci anni. Il singolo estratto dall'album è stato Tomorrow.

## Descrizione
Il disco presenta un sound molto più dolce e studiato dei precedenti, l'unica traccia che si possa definire rock è Schizophrenic Playboys. Il gruppo ha aggiunto gli archi al suo repertorio nella canzone Waiting In Walthamstow. Someday, Raining in My Heart, Astral Projections e In it Together dovevano essere presenti nell'album del 2004, la cui uscita è stata poi cancellata. Nella versione Deluxe dell'album è presente un secondo disco su cui è inciso il concerto live tenuto a Madrid nel 2010.

## Tracce

### Edizione Standard
1. Conduct – 5:10
2. Tomorrow – 3:55
3. Fire & Soul – 4:31
4. Raining in My Heart – 3:26
5. Losing My Mind – 3:39
6. Schizophrenic Playboys – 3:39
7. Waiting In Walthamstow – 4:18
8. Show Me – 3:26
9. Astral Projections – 4:44
10. So Good – 3:53
11. Roses – 3:40

Bonus Tracks (nei vari mercati)
1. Someday – 3:50
2. In It Together – 3:08
3. Stop Me – 3:16
4. Perfect World – 3:47
5. Serendipity – 3:13
6. Always – 3:10

### Edizione Deluxe
CD 1
1. Conduct – 5:10
2. Tomorrow – 3:55
3. Fire & Soul – 4:31
4. Raining in My Heart – 3:26
5. Losing My Mind – 3:39
6. Schizophrenic Playboys – 3:39
7. Waiting In Walthamstow – 4:18
8. Show Me – 3:26
9. Astral Projections – 4:44
10. So Good – 3:53
11. Roses – 3:40

CD 2 (Live in Madrid 2010)
1. Analyse (Live in Madrid 2010) – 4:24
2. Animal Instinct (Live in Madrid 2010) – 3:55
3. How (Live in Madrid 2010) – 4:31
4. Linger (Live in Madrid 2010) – 4:57
5. Dreaming My Dreams (Live in Madrid 2010) – 3:57
6. When You're Gone (Live in Madrid 2010) – 4:38
7. Wanted (Live in Madrid 2010) – 2:08
8. Salvation (Live in Madrid 2010) – 2:33
9. Desperate Andy (Live in Madrid 2010) – 3:57
10. I Can't Be with You (Live in Madrid 2010) – 4:59
11. Ode to My Family (Live in Madrid 2010) – 5:10
12. Free to Decide (Live in Madrid 2010) – 3:21
13. Ridiculous Thoughts (Live in Madrid 2010) – 5:19
14. Zombie (Live in Madrid 2010) – 5:09
15. Shattered (Live in Madrid 2010) – 5:32
16. Promises (Live in Madrid 2010) – 4:03

## Successo commerciale
L'album ha avuto un discreto impatto sulle classifiche. In Italia, in particolare, grazie alla promozione fatta al Festival di Sanremo 2012 e al successo del singolo trainante Tomorrow, ha debuttato alla 9ª posizione ed è rimasto in classifica per un totale di 15 settimane.

## Classifiche
| Classifiche (2012) | Posizione massima |
| ------------------ | ----------------- |
| Irlanda            | 17                |
| Italia             | 9                 |
| Canada             | 6                 |
| Germania           | 13                |
| Nuova Zelanda      | 38                |
| Polonia            | 6                 |
| Regno Unito        | 37                |

## Date di uscita
Durante un'intervista rilasciata a Billboard Magazine in ottobre 2011, Dolores O'Riordan rivelò che l'album sarebbe uscito nel febbraio 2012.
| Regione     | Data             | Etichetta                |
| ----------- | ---------------- | ------------------------ |
| Italia      | 21 febbraio 2012 | Cooking Vinyl            |
| Giappone    | 22 febbraio 2012 | Hostess Entertainment    |
| Irlanda     | 24 febbraio 2012 | Cooking Vinyl            |
| Australia   | 24 febbraio 2012 | Shock Records            |
| Germania    | 27 febbraio 2012 | Vertigo Berlin/Universal |
| Mondo       | 27 febbraio 2012 | Cooking Vinyl            |
| Russia      | 27 febbraio 2012 | Soyuz Music              |
| Stati Uniti | 28 febbraio 2012 | Downtown Records         |
| Canada      | 28 febbraio 2012 | Gold Lake Records        |
| Filippine   | 3 marzo 2012     | Universal Records        |